# Tetraopes cleroides
Tetraopes cleroides är en skalbaggsart som beskrevs av Thomson 1860. Tetraopes cleroides ingår i släktet Tetraopes och familjen långhorningar. Inga underarter finns listade i Catalogue of Life.